# Thermococcus stetteri
A Thermococcus stetteri a Thermococcaceae családba tartozó Archaea faj. Az archeák – ősbaktériumok – egysejtű, sejtmag nélküli prokarióta szervezetek. Extrém termofil, tengeri kén metabolizáló szervezet. Anaerob, szabálytalan gömb alakú, és 1–2 μm átmérőjű. Az először izolált törzsek közül kettő mozgékony volt a nyalábban elhelyezkedő ostoraik miatt, míg a másik két törzs nem volt mozgékony. Típustörzs: K-3 (DSM 5262).